# Veprius fulvus
Veprius fulvus är en tvåvingeart som beskrevs av Coscaron, Philip och David Fairchild 1979. Veprius fulvus ingår i släktet Veprius och familjen bromsar. Inga underarter finns listade i Catalogue of Life.